# Slope Point

Slope Point is het zuidelijkste stuk van het Zuidereiland van Nieuw-Zeeland. Het punt bevindt zich op een klif.
Slope Point ligt in het zuidwestelijk deel van de Catlins, 70 km ten oosten van Invercargill. Het gebied eromheen wordt voor veeteelt gebruikt. Er loopt geen weg naar dit punt. Het ligt op 20 minuten loopafstand van de weg. 

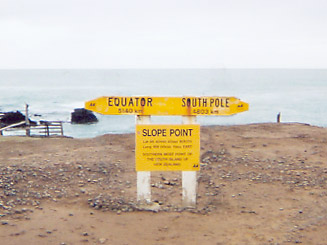
Het bordje dat de locatie aangeeft.
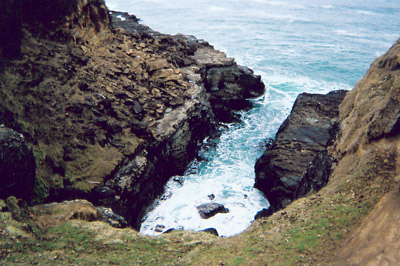
Een blik op de zee vanaf Slope Point.